# Bildergalerie (Sanssouci)

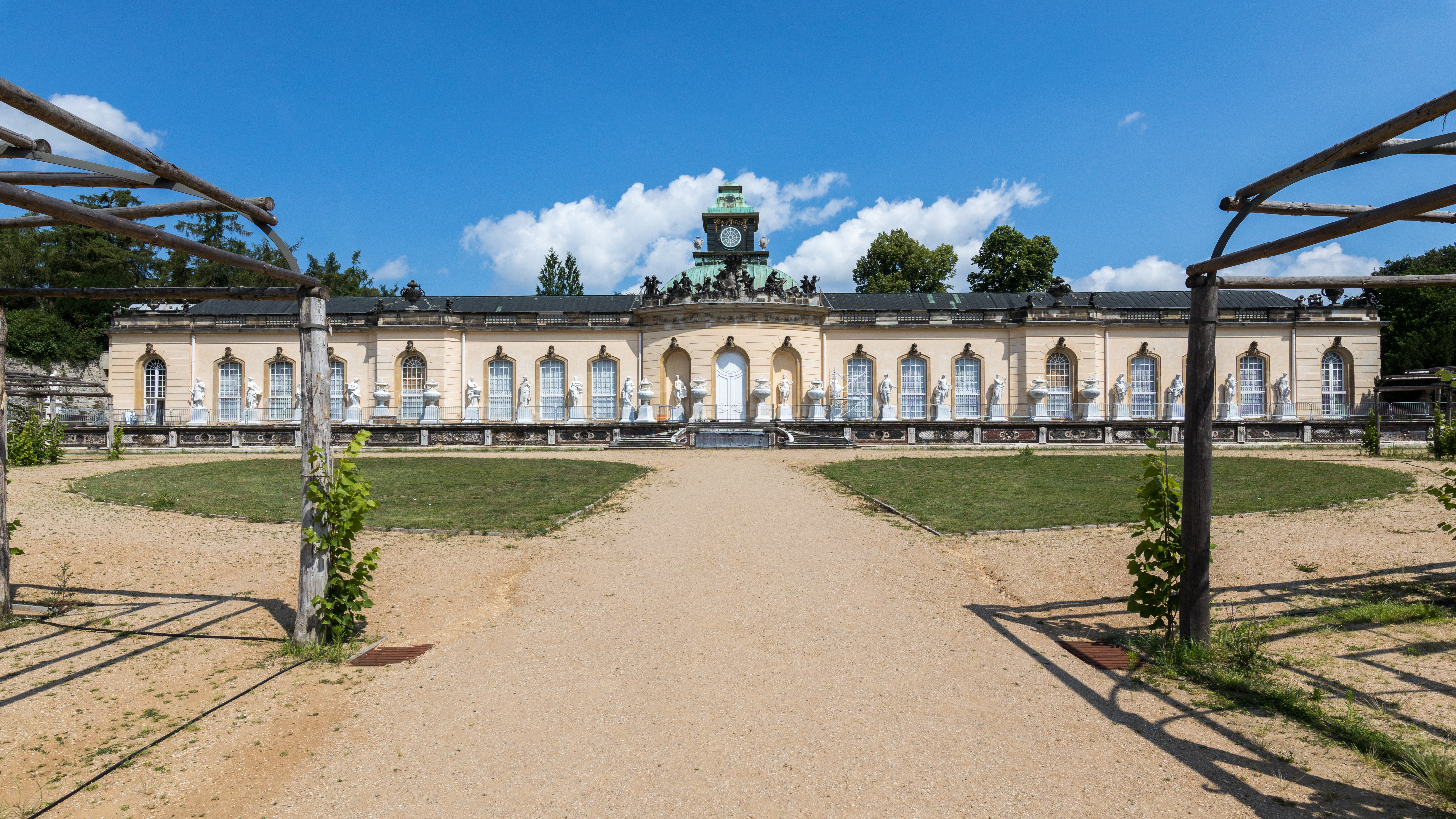
Bildergalerie Sanssouci

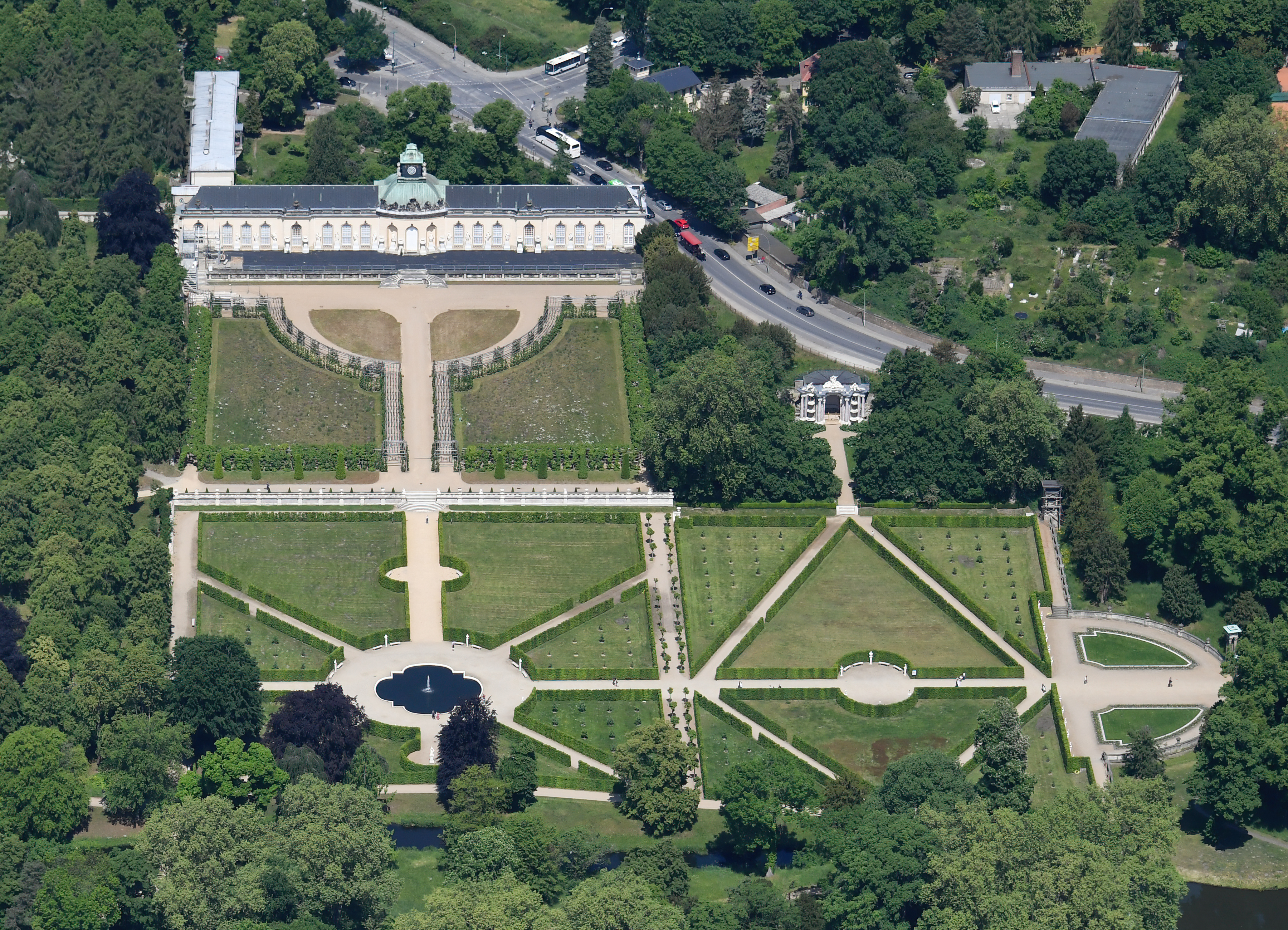
Luftbild der Bildergalerie

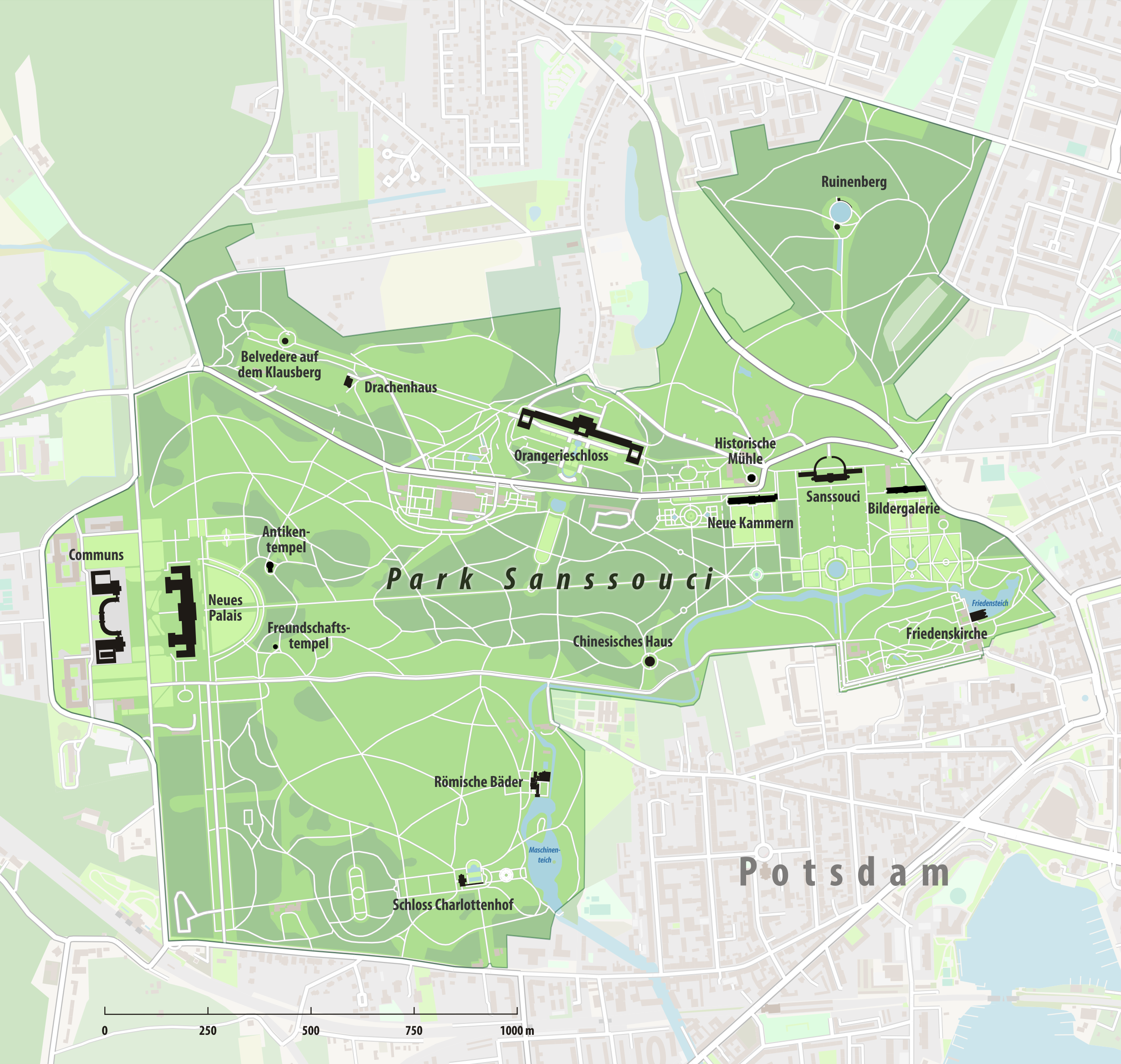
Die Bildergalerie liegt im östlichen Teil der Parkanlage von Sanssouci.

Die Bildergalerie im Park des Schlosses Sanssouci in Potsdam wurde unter König Friedrich II. in den Jahren 1755 bis 1764 erbaut. Ihr Baumeister war Johann Gottfried Büring. Sie befindet sich östlich des Schlosses und ist der älteste erhaltene fürstliche Museumsbau in Deutschland. Sie bildet das Gegenstück zu den Neuen Kammern an der Westseite des Schloss Sanssouci.

## Geschichte
Friedrich der Große war leidenschaftlicher Sammler von Gemälden. In jüngeren Jahren bevorzugte er die zeitgenössische französische Kunst des Rokoko. Bilder seines Lieblingsmalers Antoine Watteau schmückten die Räume seines Schlosses Sanssouci.
Nach der Thronbesteigung 1740 legte der König zunehmend Wert auf Bilder der Historienmalerei, die in dieser Zeit in der Hierarchie der Bildgattungen ganz oben standen. Es waren Werke der Hochrenaissance, des Manierismus und des Barock, hauptsächlich italienischer und flämischer Künstler.
Als 1829 das Alte Museum in Berlin eröffnete, wurden etwa fünfzig Bilder dorthin gegeben, u. a. die Leda von Correggio, drei Gemälde von Rembrandt, einige von Rubens, Anton van Dyck, Watteau und alle Marmorbildwerke.
1929/1930 wurde die Bildergalerie wieder neu eingerichtet und es kamen von den 159 im Katalog verzeichneten 120 Bilder aus Friedrichs Erwerbungen aus Berlin zurück.
Im Zweiten Weltkrieg wurden 1942 alle Gemälde nach Schloss Rheinsberg gebracht, von wo nur zehn 1946 wieder nach Potsdam kamen. Viele Bilder waren verschollen. Erst 1958 kam ein großer Teil der von der Sowjetunion erbeuteten Gemälde zurück nach Deutschland. Eine Reihe verblieb bis heute in russischen Sammlungen. 2003 fehlten in der Potsdamer Bildergalerie 99 Werke. Darunter sind so bedeutende Werke wie die „Geburt der Venus“ von Peter Paul Rubens, die „Toilette der Venus“ des Bologneser Malers Francesco Albani und das Bildnis der Fürstin von Liegnitz von Gustav Adolph Hennig.

## Äußere Gestaltung des Gebäudes
Zuvor stand auf dem Platz der Bildergalerie ein Gewächshaus, in dem Friedrich der Große tropische Früchte ziehen ließ. Büring, der mit Jan Bouman Leiter des königlichen Baucomptoirs war und die Bauaufsicht über viele von Georg Wenzeslaus von Knobelsdorff entworfene Bauwerke hatte, setzte nach genauen Vorgaben Friedrichs des Großen an die Stelle des Gewächshauses ein langgezogenes, eingeschossiges Gebäude mit gelbem Anstrich. Er orientierte sich hierfür an den von Knobelsdorff westlich von Sanssouci gebauten Neuen Kammern, welche zusammen ein dreiteiliges Gebäudeensemble im Stil ebenerdiger Orangerieschlösser mit bodentiefen Fenstern und Türen bilden. Der Mittelteil der Bildergalerie ist durch eine Kuppel mit einer Gruppe von Adler und Schlange im Kampf von Benjamin Giese und Friedrich Jury betont. In Anlehnung an Friedrich Christian Glumes Bekrönung des Mittelrisalits der Neuen Kammern schufen Benjamin Giese und Peter Benkert eine Kartusche mit Sonne, Putten, weiblichen Figuren mit Palette, Büste und Globus als Allegorien der Kunst und Wissenschaft (links) und eine Tafel beschreibend als Allegorie der Dichtkunst oder Geschichtsschreibung (rechts) aus Sandstein. An den leicht vorgewölbten Mittelrisalit schließen sich zu beiden Seiten langgezogene Galerien an, die durch jeweils zwei leicht vorspringende Risalite mit bekrönenden Putten und Vasen aus Sandstein gegliedert werden. Im Westen konnte der König über ein Treppenhaus von der obersten Terrasse von Sanssouci auf kürzestem Weg in seine Galerie gelangen. An der Nordseite schützt ein Gang die Bilder vor Feuchtigkeit, durch den die nördliche Bilderwand schon zu Zeiten Friedrichs des Großen temperiert werden konnte. Zur Gartenseite stehen zwischen den bis auf den Boden reichenden Fenstern 18 Marmorstatuen, zwischen acht Vasen vor den Risaliten, die zwischen 1756 und 1761 überwiegend von den Bildhauern Johann Gottlieb Heymüller und Johann Peter Benkert gearbeitet wurden und allegorische Figuren der Künste und der Wissenschaften abbilden. 20 Schlusssteinköpfe über den langen Fenstern stellen entsprechend der Nutzung als Gemäldegalerie Porträts von Malern dar.

## Galerie im Innern

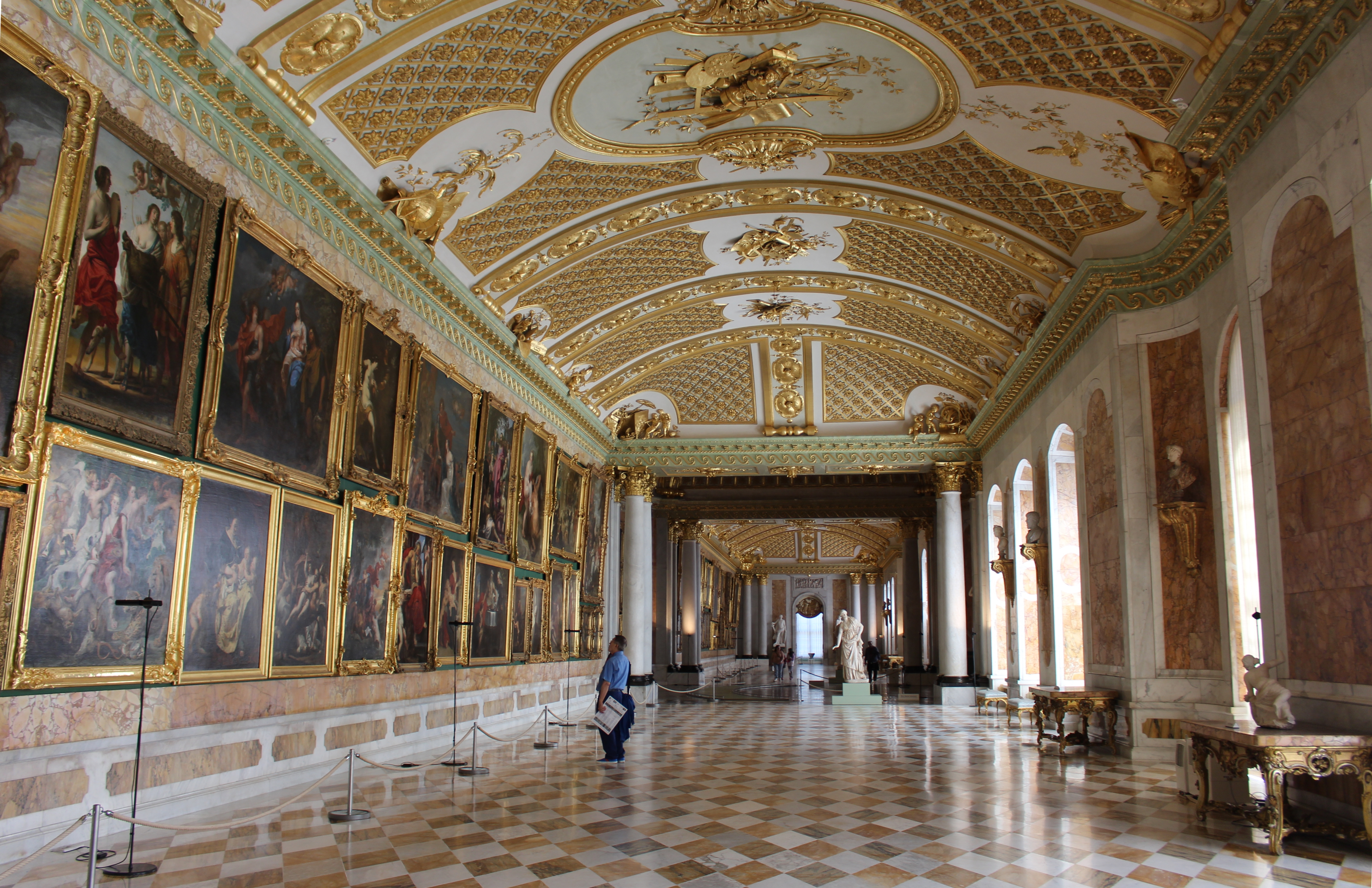
Der Galeriesaal

Die Mitte des einheitlichen Galeriesaals wird durch Säulenpaare, eine lichtführende Kuppel und zu Rück- und Gartenseite vorgewölbte Risalite gebildet. Die prachtvolle Gestaltung des Galeriesaals besticht durch die reich vergoldete Ornamentik an der leicht gewölbten Decke. Farblich angepasst ist der Fußboden mit Rhombenmuster aus weißem und gelbem Marmor italienischer Herkunft. An den grün gestrichenen Wänden der Nordwand und des Kabinetts hängen im barocken Stil dicht neben- und übereinander die kostbaren Gemälde in vergoldeten Rahmen. Im Westflügel hängen überwiegend flämische, im Ostflügel italienische und in der Mitte, die dem Saal der Tribuna in den Uffizien nachempfunden wurde, Höhepunkte beider Schulen. Unter vielen anderen die Werke aus der Werkstatt Peter Paul Rubens Die vier Evangelisten und Der heilige Hieronymus im Westflügel, Anton van Dycks Pfingsten in der Mitte, und der Der ungläubige Thomas des Italieners Caravaggio, im Ostflügel. An den langgestreckten Galeriesaal schließt sich nach Osten das Kabinett für kleine Schilderyen für kleinformatige Gemälde an, das ähnlich reich ausgestattet ist. 
Früher stammten von 28 Bildern der westlichen Nordwand 21 von Rubens. Nach Kriegsverlusten geben die verbliebenen 11 Gemälde der Originalhängung nur annähernd die historische Situation wieder. 2016 erhielt die Stiftung Preußische Schlösser und Gärten Berlin-Brandenburg die Venus im Pelz aus dem Umkreis von Rubens, die seit 1945 in Rheinsberg verschollen, durch Faltungen und Löcher stark beschädigt war, zurückerstattet, die restauriert seit Mai 2023 wieder in die Bildergalerie zurückgekehrt ist. 

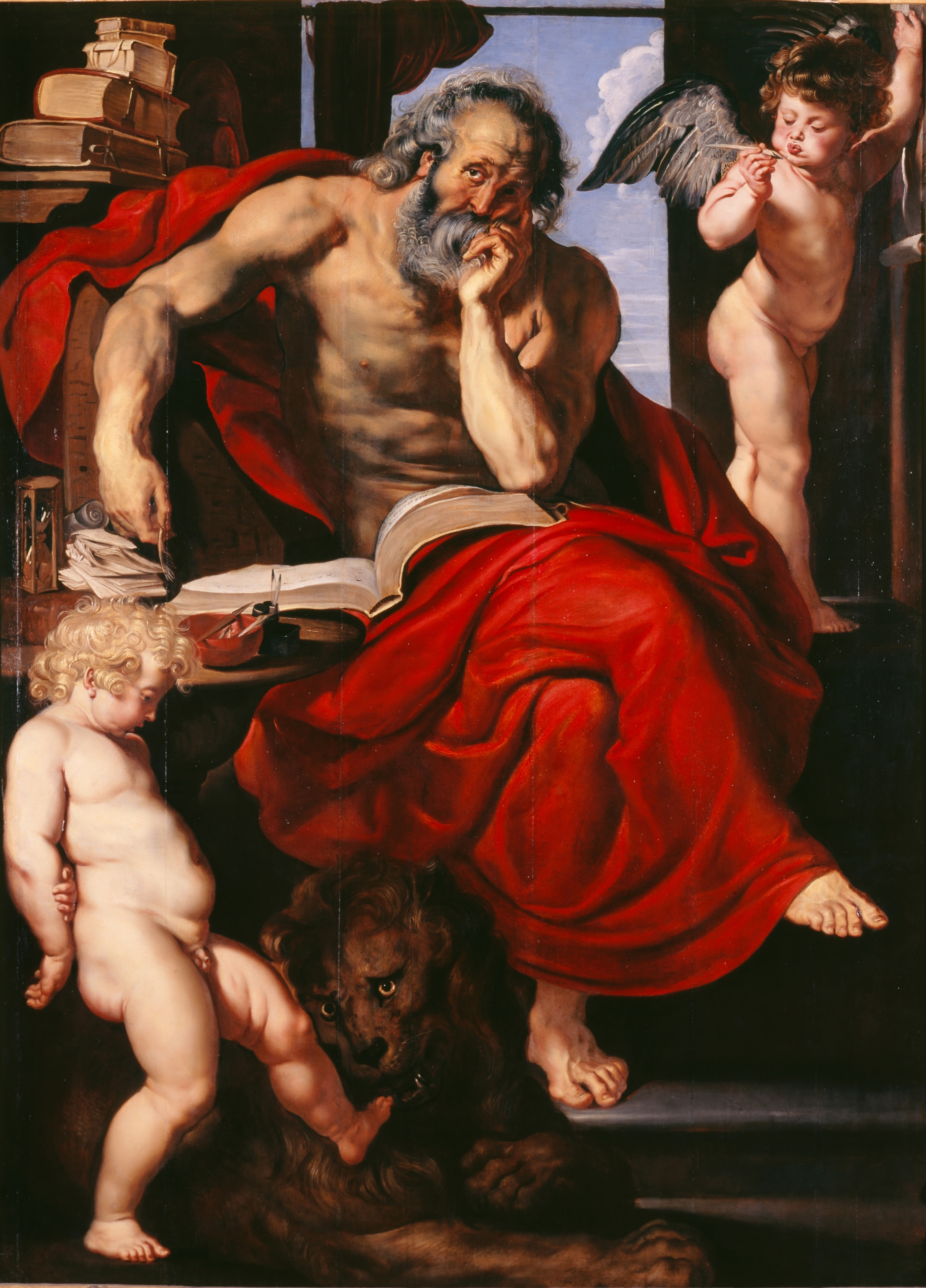
Peter Paul Rubens: Der Heilige Hieronymus
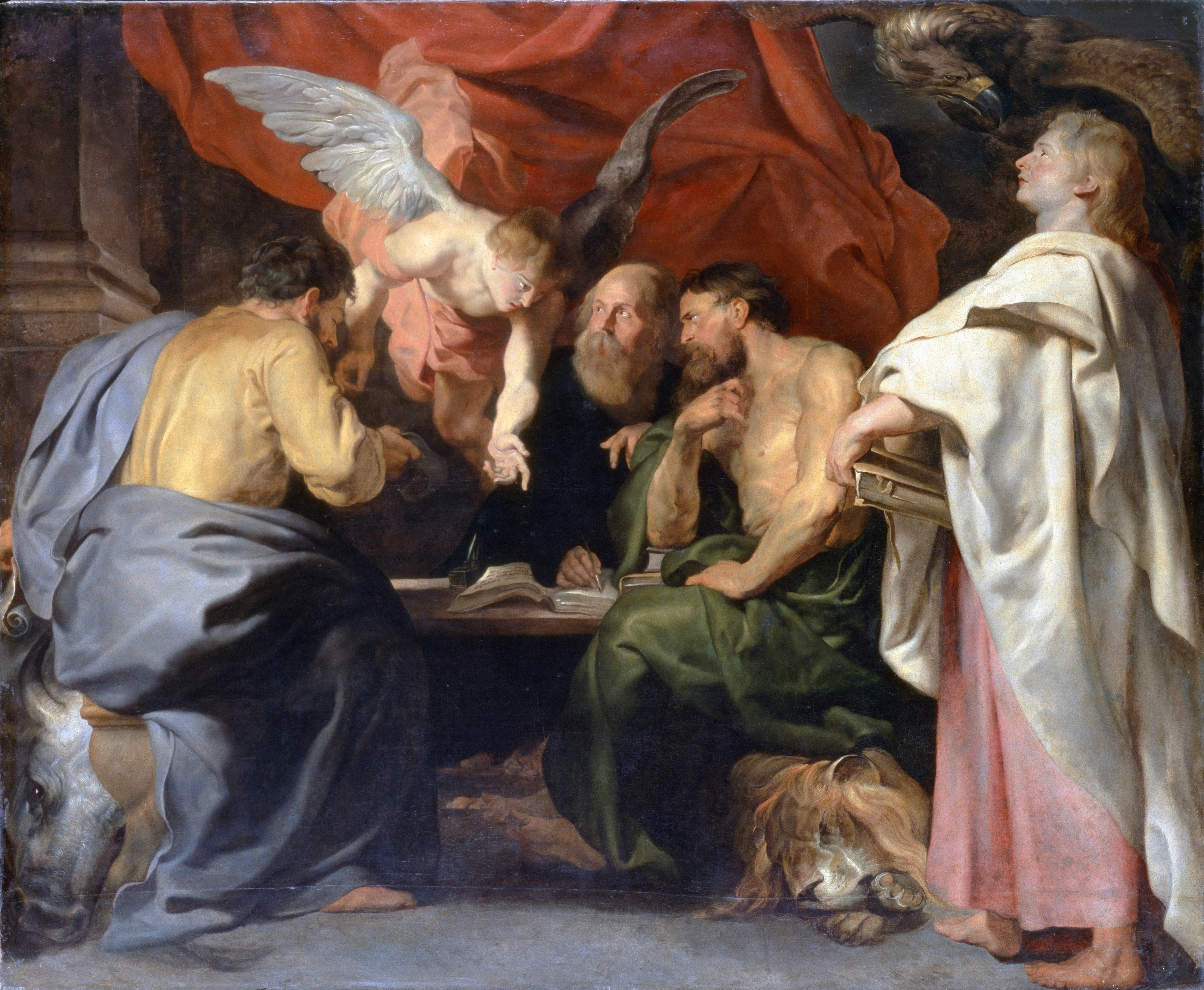
Peter Paul Rubens: Die vier Evangelisten
Caravaggio: Der ungläubige Thomas

## Nutzung durch FriedrichII.

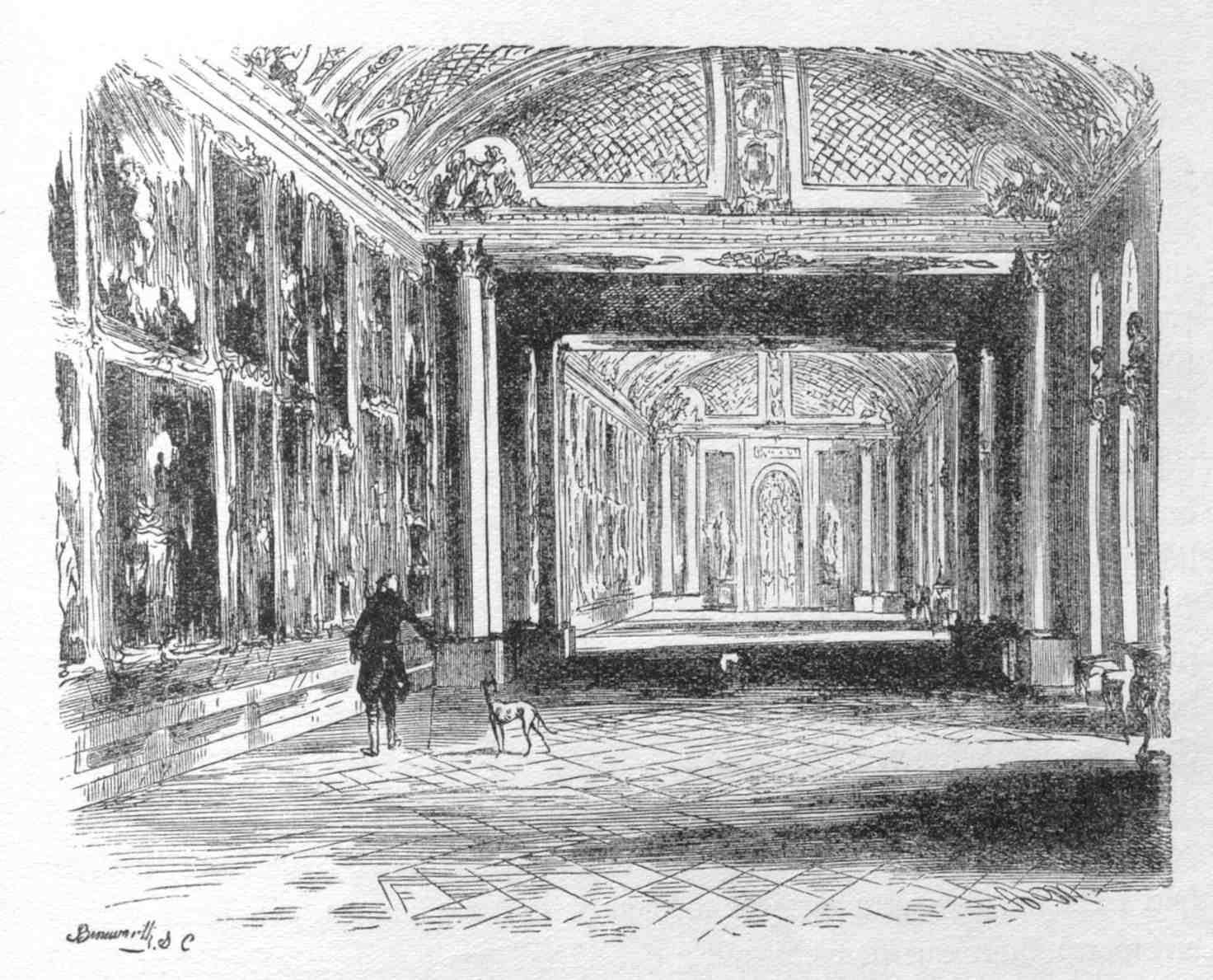
Die Bildergalerie in einer Federzeichnung von Adolf Menzel (1856), mit Friedrich als Staffage und zweien seiner Windhunde

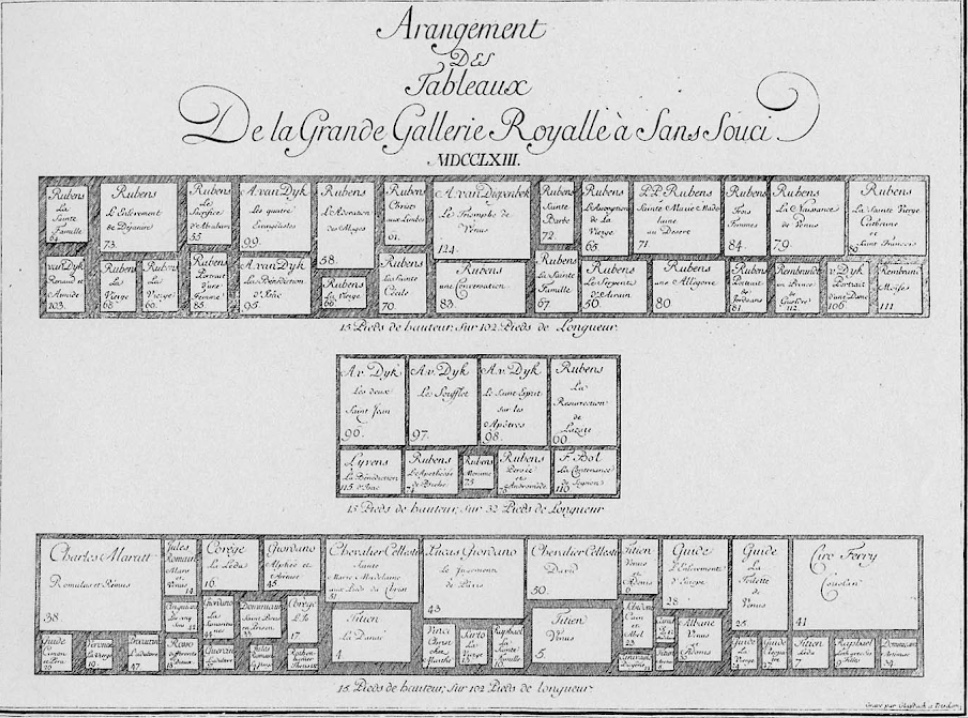
Galerieübersicht von Matthias Oesterreich, 1763

Schon bevor mit dem Bau der Galerie begonnen wurde, begann Friedrich mit dem Sammeln der zukünftigen Exponate. Kunstagenten kaufen in ganz Europa für den König; insbesondere in Paris, Amsterdam und Rom wurden Historienbilder italienischer und holländischer Meister der Hochrenaissance und des Barocks erworben. Diese hatten größere Formate als die bis dahin bevorzugten französischen Bilder mit meist arkadischen Themen nach der Mode des 18. Jahrhunderts. Bei der Ausstattung der Bildergalerie legte Friedrich II. Wert auf eine repräsentative, den Sammlungen anderer absoluter Herrscher gleichrangige Sammlung.

„..hübsche große Galeriegemälde, aber keine hundsfoetischen Heiligen, die sie martern, sondern Stücke aus der Fabel oder Historie.“

Erster Kurator der Sammlung wurde Nikolaus von Rebenstorff. 1755 bestand die Sammlung aus fast 100 für die Bildergalerie angekauften Gemälden, wie er seiner Schwester Wilhelmine nach Bayreuth schrieb. 1764 brachte der 1757 aus Dresden berufene „Galerieinspektor“ Matthias Oesterreich einen Katalog heraus, der 146 Exponate beschrieb. Die zweite Auflage des Kataloges listet 65 Italiener, 96 Flamen und Holländer und sieben Franzosen auf. Allerdings mussten später unter Berücksichtigung neuerer Forschung einige Zuschreibungen korrigiert werden. Keine der Zuschreibungen an Leonardo, Raffael und Tizian hatte bestand. Mit dem Ankauf der Leda von Corregio erhielt Friedrich II. ein Meisterwerk, das heute in der  Gemäldegalerie in Berlin betrachtet werden kann.
1761 schrieb der Marquis d’Argens an Friedrich II. ins Feldlager:

„Was die Galerie betrifft, so ist sie unstreitig nach St. Peter in Rom das Schönste auf der Welt. Meine Überraschung war außerordentlich, und ich hätte nie geglaubt, daß diese Galerie auch nur die Hälfte der Wirkung täte, die sie hervorbringt. Sie ist nun gänzlich fertig …“

Ein späterer Besucher schrieb:

„Friedrich der Große pflegte um elf Uhr Mittags dorthin zu gehen und sich eine Stunde daselbst aufzuhalten. Gewöhnlich begleitete ihn dann der Aufseher der Gallerie; aber zuweilen warf er gleich beim Eintritt die Thüre hinter sich zu und blieb allein. Dies geschah, wenn Mißmuth seine Stirne umwölkte; doch nie kehrte er aus diesem Saale anders als mit heiterm Auge und einer wohlwollenden Miene zurück. Hier, unter den Meisterstücken der Kunst vergaß er seine Sorgen; und wer könnte sie in diesen Hallen nicht vergessen, wo nur das Gefühl gehoben, aber durch keine traurigen Gegenstände niedergedrückt wird. Es ist wirklich auffallend, daß man in der ganzen Gallerie, weder Bataillen, noch Martirgeschichten, noch sonst irgendein Sujet findet, daß eine trübe Erinnerung in uns hervorbringen könnte. Um elf Uhr Mittags gieng Friedrich nach dieser Gallerie, um im Anschaun der Kunst seine Regenten-Sorgen zu vergessen, und wenn nicht eine Krankheit ihn aufs Bette warf, so konnte man sicher darauf rechnen, daß er diese Stunde nie versäumte.“

Besucher konnten sich vom Aufseher durch die Galerie führen lassen. Der Park stand allen Besuchern offen und auch die Räume des Schlosses selbst wurden Besuchern zugänglich gemacht, wenn der König gerade nicht anwesend war.

## Geplante Schließung 2024
Durch finanzielle Zuschüsse des Bundes konnte eine für 2024 geplante Schließung der Bildergalerie, wie auch des Schlosses Glienicke, abgewendet werden.
Bereits 2016 schloss die SPSG aus finanziellen Gründen verschiedene Häuser für den regulären Besuchsverkehr, die nur noch an ausgewählten Tagen besichtigt werden können.

## Ausstellung
- 2013: Die Schönste der Welt. Eine Wiederbegegnung mit der Bildergalerie Friedrichs des Großen. Schloss Sanssouci, Potsdam. Katalog.